# Abihail
Abihail (z hebr. mój ojciec jest siłą, mocą) – postać biblijna ze Starego Testamentu, prawdopodobnie żyła w X w., córka Eliaba, jedna z żon króla Roboama, matka Jeusza, Szeremiasza i Zahama. 